# Lois Toulson
Lois Toulson , née le 26 septembre 1999 à  Huddersfield est une plongeuse britannique.

## Carrière
Spécialiste de la plate-forme de 10 mètres, elle a remporté la médaille d'or aux premiers Jeux européens en 2015 et le titre européen senior en 2017.
Elle a participé à l'épreuve de plongeon synchronisé à 10 mètres aux Jeux olympiques d'été de 2016 avec Tonia Couch.
Elle a remporté la médaille d’argent lors du plongeon synchronisé à plate-forme mixte de 10 m aux Championnats du monde de natation 2017 avec Matty Lee.

## Palmarès

### Championnats du monde
- Championnats du monde 2017 à Budapest :
  -  Médaille d'argent du plongeon synchronisé mixte à 10 m (avec Matty Lee).
- Championnats du monde 2023 à Fukuoka [1]:
  -  Médaille d'argent du plongeon synchronisé féminin à 10 m (avec Andrea Spendolini-Sirieix).

### Championnats d'Europe
- Championnats d'Europe de plongeon 2017 à Kiev :
  -  Médaille d'or du plongeon individuel à 10 m.
  -  Médaille d'or du plongeon synchronisé mixte à 10 m (avec Matty Lee).
- Championnats d'Europe de natation 2018 à Glasgow :
  -  Médaille d'or du plongeon synchronisé à 10 m (avec Eden Cheng).
  -  Médaille d'argent du plongeon synchronisé mixte à 10 m (avec Matty Lee).
- Championnats d'Europe de natation 2020 à Budapest :
  -  Médaille d'argent du plongeon synchronisé à 10 m (avec Eden Cheng).

### Jeux européens
- Jeux européens de 2015 à Bakou :
  -  Médaille d'or du plongeon individuel à 10 m.

### Jeux du Commonwealth
- Jeux du Commonwealth de 2018 à Gold Coast :
  -  Médaille de bronze du plongeon individuel à 10 m.